# Johnius elongatus
Johnius elongatus är en fiskart som beskrevs av Mohan, 1976. Johnius elongatus ingår i släktet Johnius och familjen havsgösfiskar. Inga underarter finns listade i Catalogue of Life.